# Assemblea costituente panrussa
L'Assemblea costituente panrussa (in russo Всероссийское учредительное собрание?, Vserossijskoe učreditel'noe sobranie) fu un organo elettivo che si insediò nella Russia il 18 gennaio 1918 (5 gennaio del calendario giuliano) nel Palazzo di Tauride di Pietrogrado.. 
Eletta con le elezioni generali del 25 novembre 1917, dopo la Rivoluzione di ottobre e la presa del potere dei bolscevichi di Bucharin, Kamenev, Kollontaj, Lenin, Trockij, Zinov'ev, l'Assemblea costituente, formata da una netta maggioranza di deputati socialisti rivoluzionari e menscevichi contrari al nuovo regime bolscevico, si riunì un solo giorno il 18 gennaio 1918 e venne bruscamente sciolta dalle Guardie Rosse bolsceviche nella notte stessa.
Il 19 gennaio 1918 il III Congresso panrusso dei Soviet, dominato dai bolscevichi, decretò il definitivo scioglimento dell'Assemblea costituente.

## Elezioni

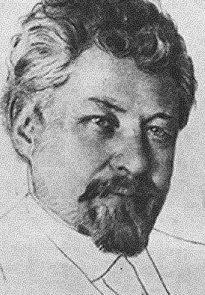
Viktor Michajlovič Černov, leader dei socialrivoluzionari centristi nell'Assemblea costituente

Le elezioni per l'Assemblea, indette dal Governo provvisorio nell'agosto 1917, vennero confermate all'indomani della Rivoluzione d'ottobre e si tennero tra novembre e dicembre, in un contesto segnato dall'avvio della Guerra civile russa. L'affluenza alle urne fu circa del 50% e i risultati videro i socialisti rivoluzionari ottenere il 40% dei consensi, i bolscevichi il 23,9%, i cadetti il 4,7% e i menscevichi il 2,3%. I bolscevichi ottennero i migliori risultati a Pietrogrado, Mosca, presso le truppe del Fronte settentrionale e di quello occidentale e la Flotta del Baltico.

## Lavori

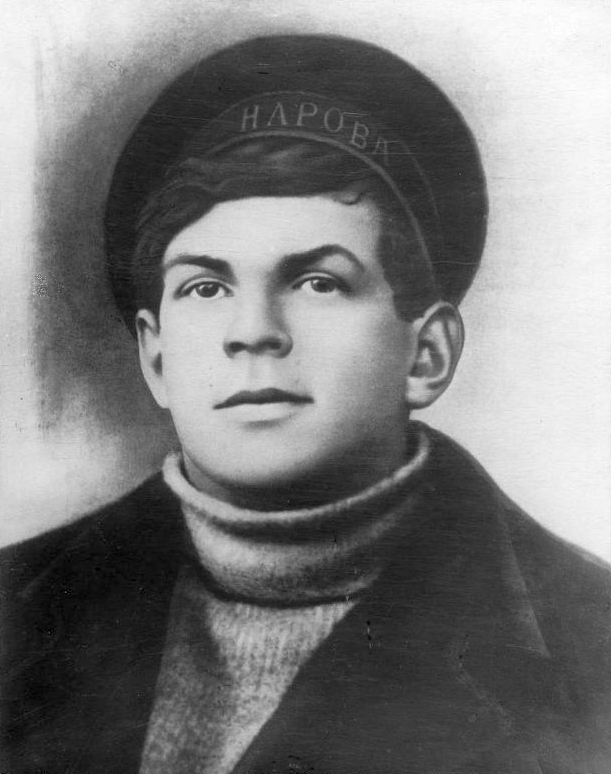
Il marinaio Anatolij G. Zeleznjakov, il capo delle Guardie Rosse che sciolse l'Assemblea dopo aver pronunciato la frase: "la Guardia è stanca!".

All'insediamento presero parte circa 410 dei 715 deputati eletti. La maggioranza, costituita dai socialrivoluzionari centristi, guidati da Viktor Černov, si pose in contrasto con l'autorità del Congresso panrusso dei Soviet, rifiutando di riconoscerne i decreti, e con il Comitato esecutivo centrale, respingendo la proposta di Jakov Sverdlov di discutere la "Dichiarazione dei diritti dei lavoratori e del popolo sfruttato". Dopo l'abbandono dei lavori per protesta dei bolscevichi, dei socialrivoluzionari di sinistra e di altri deputati, la riunione fu chiusa nella notte dall'intervento delle  Guardie Rosse che avevano stazionato nel palazzo di Tauride per tutta la seduta, armate e insofferenti verso i deputati ostili alla rivoluzione. 
Alle ore 04:00 del mattino del 19 gennaio 1918, su ordine del capo bolscevico Pavel Efimovič Dybenko, il comandante del distaccamento armato, il marinaio anarchico Anatolij G. Zeleznjakov, salì alla tribuna e interruppe violentemente l'intervento del presidente Cernov, pronunciando la famosa frase: "la Guardia è stanca!". Dopo un tentativo di resistenza, i membri dell'assemblea, intimoriti dalla minacciosa azione delle Guardie Rosse, si sciolsero pacificamente e abbandonarono entro le ore 04.40 il palazzo che venne sbarrato e presidiato militarmente.
Il giorno dopo il Comitato esecutivo ratificò, su proposta di Lenin, la soppressione dell'Assemblea costituente, poi confermata dal III Congresso dei Soviet.